# Skagerrak
Skagerrak là một eo biển giữa bờ biển nam của Na Uy và bờ biển nam của Thụy Điển và bán đảo Jutland của Đan Mạch. Cùng với các eo biển Kattegat và eo biển Oresund, eo biển này nối Biển Bắc với Biển Baltic. Eo biển này có chiều dài 210 km và chiều rộng 100 km. Eo biển này nông ở gần gần Jutland nhưng sâu hơn ở gần bờ biển Na Uy. Trong thời kỳ thế chiến I, trận Jutland diễn ra ở Skagerrak năm 1916.